# プレミア・ボクシング・チャンピオンズ
プレミア・ボクシング・チャンピオンズ（Premier Boxing Champions、PBCと略される）は、アメリカ合衆国のボクシングマネージャー兼アドバイザーのアル・ヘイモンが手がけるボクシング興行及び、ボクシング中継番組。約150人の所属選手を抱えている。

## ボクシング興行

### 概要
プレミア・ボクシング・チャンピオンズ開始当初は、選手の入場曲をかけず、WWE風の派手な入場ステージや円盤型巨大スコアボードを設営、リングアナウンサーはリング上に登場せず声のみのコール、リングガールの廃止、アシスタントトレーナーやカットマンはリング内に入れずコーナーポストを定位置にしリング内に入れる選手の関係者をセコンドの1名のみに限定など、これまでのボクシングの演出を一新した。
しかし開始当初こそはそこそこ順調な滑り出しだったが、その後はテレビ視聴率が下落し続け、テレビ放送を打ち切る放送局や放送回数を減らす放送局が続出した。また選手への高額なファイトマネーや番組制作費などの経費で赤字運営になったため、入場ゲートや巨大スコアボードの廃止や著名アナウンサーの解雇、そしてプレミア・ボクシング・チャンピオンズに出ていた高額ファイトマネーの選手をShowtimeのチャンピオンシップ・ボクシングへ転出させるなどして、経費削減に努めた。
主にTGB・プロモーションズ、ウォリアーズ・ボクシング、サンプソン・ボクシングの試合を放送しており、日本ではペイ・パー・ビュー（PPV）興行がWOWOW「エキサイトマッチ」で、非PPV興行がAmazon Prime Videoで放送・配信されている。なおAmazon Prime Videoにおいて、PPV配信は米国内限定であり、日本を含む他国では生配信はなく2023年以前の試合を含めアーカイブで配信されていたが、非PPV興行のみ2024年10月のバフラム・ムルタザリエフvsティム・チューから無料生配信が開始された。

### 歴史
2015年に、NBC、CBS、ESPN、Spike、FOX、FOX Sports 1など一気に多数のテレビ局と契約を結んでプレミア・ボクシング・チャンピオンズを開始した。しかし2017年までにFOX、FOX Sports 1及び、元々ボクシング中継を行っていたShowtimeを除いた全てのテレビ局の放送が終了した。
2018年9月5日、FOXと新たに4年契約を結んだ。詳細の発表はなかったが1年あたりの放映権料は5000万ドル（約56億円）から6000万ドル（約68億円）と報じられた。これまでプレミア・ボクシング・チャンピオンズは、NBC、CBS、ESPNなど全てのテレビ局（Showtime以外）にお金を払って放送枠を買っていたため、この契約が初めて放映権料を得られる契約となった。
2019年3月16日、PBCはこれまではビッグマッチでも地上波での放送にこだわりペイ・パー・ビューでの放送に否定的だったが、エロール・スペンス・ジュニアvsミゲル・アンヘル・ガルシアの試合からペイ・パー・ビュー放送に初進出した。
2022年10月で、FOX及びFOX Sports 1の放送が終了した。
2023年10月、Showtimeが2023年内一杯でボクシング中継から撤退することが発表された。
2024年3月、新たな配信プラットフォームとしてAmazon Prime Videoと複数年契約を結び配信が開始された。

## ドーピング検査
プレミア・ボクシング・チャンピオンズの設立会見で、プレミア・ボクシング・チャンピオンズの興行に出場する全選手に対して米国反ドーピング機関（USADA）によるドーピング検査を実施すると発表していた。しかし2015年3月7日のエイドリアン・ブローナーvsジョン・モリーナ・ジュニアの試合でモリーナ・ジュニアが禁止薬物の利尿薬の陽性反応が検出され失格となるが、ドーピング検査を実施していたのはネバダ州アスレチック・コミッションのみで、米国反ドーピング機関によるドーピング検査は一切行われていなかったことが発覚した。同様に2015年8月14日のスティーブ・カニンガムvsアントニオ・ターバーの試合においても、ターバーが以前にドーピング違反で失格したことがあるため、カニンガムはより厳格な米国反ドーピング機関によるドーピング検査の実施を要求したが、米国反ドーピング機関によるドーピング検査は実施されなかった。

## ボクシング中継番組

### 現在の放送局

#### Amazon Prime Video
2024年3月30日にティム・チューvsセバスチャン・フンドラの試合でAmazon Prime Video初配信。初配信からペイ・パー・ビュー（PPV）での配信となったが、同年10月19日のバフラム・ムルタザリエフvsティム・チューから通常の配信を開始した。しかし、この年の興行は、PPV興行が4回、非PPV興行が1回の合計5回のみとなり、興行数が前年から大幅に減少した。
マウロ・ラナーロが実況（元チャンピオンシップ・ボクシングの実況)、アブネル・マレス（元チャンピオンシップ・ボクシングの解説、マレスはアナリストも兼任)とジョー・グーセン（元FOXの解説でトレーナー、グーセンは非公式ジャッジも兼任）が解説、ブライアン・カシュター（元ShoBox:The New Generationの進行役）が進行役、ジョルダン・プラント（元FOX Sports 1のリポーター）がリポーター兼前座配信時のインタビュアー、ジム・グレイ（元チャンピオンシップ・ボクシングのリポーター）がインタビュアーを担当している。また、前座配信はペイ・パー・ビューに限りプレミア・ボクシング・チャンピオンズ公式YouTubeチャンネルで2,3試合程配信されるが、通常の配信時には配信されていない。

### 中継を終了した放送局

#### NBC・NBCSN
2015年3月7日にキース・サーマンvsロバート・ゲレーロの試合でNBC初放送。土曜日のプライムタイムか夕方に放送されていた。NBCがボクシングをプライムタイムに放送するのは1985年のラリー・ホームズ対カール・ウィリアムス以来30年ぶりだった。サーマンvsゲレーロの平均視聴者数は340万人だった（瞬間最高視聴者数は420万人）。
マーヴ・アルバートが実況アナウンサー、シュガー・レイ・レナードが解説者（後に降板）、ダニエル・ジェイコブス（後に解説に）とBJ・フローレスがアナリスト、アル・マイケルズが司会者を担当していた。
NBCとNBCSNは2016年いっぱいでPBCと契約延長をしない意向を示し、2016年8月21日の夕方に放送したエロール・スペンス・ジュニアvsレオナルド・ブンドゥの試合を最後に放送を終了したが、この試合はリオデジャネイロオリンピックのバスケットボールの決勝戦、アメリカ合衆国vsセルビア（平均視聴者数1170万人）の直後に放送されたため、全てのPBCの中継の中で最多視聴者数となる平均視聴者数480万人を記録した（瞬間最高視聴者数は634万人）。

#### ESPN
2015年7月11日にキース・サーマンvsルイス・コラーゾの試合でESPN初放送。定期的に月に一回、土曜日の夜か稀に水曜日の夜に放送されていた。放送開始に伴い、ESPN2で17年間放送されてきたフライデー・ナイト・ファイトは同年5月22日で番組終了となった。ジョー・テシトレが実況アナウンサー、テディ・アトラスが解説、マリソル・カストロ（女性）が司会者、トッド・グリシャムとバーナードー・オオスナがリポーターを担当していた。
2015年8月29日に放送されたレオ・サンタ・クルスvsアブネル・マレスは、ESPNで放送されたボクシング中継では1998年2月以来最高となる121万7000人の平均視聴者数を記録した（瞬間最高視聴者数は164万1000人）。
上記のNBCと同じように2016年8月12日のミゲル・フローレスvsライアン・キェルツェウルスキーの試合を最後に放送を終了した。

#### Spike
2015年3月13日にアンドレ・ベルトvsホセシート・ロペスの試合でSpike初放送。フライデー・ナイト・ライツ・アウトとして金曜日か土曜日の夜に放送されていた。スコット・ハンソンが実況アナウンサー、アントニオ・ターバーとジミー・スミス（同局の総合格闘技解説者で元選手）が解説者、デーナ・ジェーコブソン（女性）が司会者を担当していた。
2016年4月1日にワシントンD.C.のDCアーモリーで行われたエイドリアン・ブローナーvsアシュリー・テオフェンはSpikeで放送されたPBCの中継では最多となる87万3000人の平均視聴者数を記録した。
2017年4月12日、Spikeが「PBCの提供カードの質が低かった」ことを要因の一つとして挙げ、契約満了を待たずして放送の打ち切りを決定。最後の放送は同年1月13日に放送されていたエリスランディ・ララvsユーリ・フォアマンの試合となった。

#### CBS
2015年4月4日にアドニス・ステベンソンvsサキオ・ビカの試合でCBS初放送。この試合はプライムタイムでの放送ではなかったが、CBSがボクシングを定期放送するのは1997年のバーナード・ホプキンス対グレンコフ・ジョンソン以来18年ぶりだった。
2016年6月25日にはキース・サーマンvsショーン・ポーターでプライムタイムに進出し、CBSがボクシングをプライムタイムに放送するのは1978年のモハメド・アリがレオン・スピンクスに敗れた試合以来38年ぶりの放送だった。ただし純粋なPBCの中継とは異なり、PBCが試合を提供し、Showtimeの「チャンピオンシップ・ボクシング」が番組制作を担当、CBSが放送するという3社のジョイント形式の中継で、通常はリングアナウンサーを置かないPBCのリングでジミー・レノン・ジュニアが初めてのリングアナウンスを行い、実況やリポーター陣がチャンピオンシップ・ボクシングの顔ぶれというPBC色の薄まった構成だった。サーマンvsポーターの平均視聴者数は240万人だった。
ケビン・ハーランが実況アナウンサー、ポール・マリナッジ（チャンピオンシップ・ボクシングのアナリストも兼任）とバージル・ハンターが解説者、ブレント・ストーバーが司会者を担当していた。
CBS最後の放送となった2017年3月4日に行われたキース・サーマンvsダニー・ガルシアはCBSで放送されたPBCの中継では最多となる平均視聴者数は310万人を記録した（瞬間最高視聴者数は510万人）。

#### Bounce TV
2015年8月2日にファン・カルロス・パヤノvsルーシー・ウォーレンの試合でBounce TV初放送。不定期の金曜日にPBC:ザ・ネクスト・ラウンドとして若手選手の試合を中心に放送していた。フラン・チャールズが進行役、フレッド・ヒックマンが実況アナウンサー、オースティン・トラウトとデオンテイ・ワイルダーがアナリスト、トレーナーのケヴィン・カニンガムが解説者を担当していた。
2017年2月10日、オハイオ州トレドのハンティントン・センターで行われたロバート・イースター・ジュニアvsルイス・クルスはBounce TVで放送されたPBCの中継では最多となる平均視聴者数50万1000人が視聴した。
2018年8月3日、ラディリウス・ミラーvsデニス・ガルザの試合を最後に放送を終了した。

#### FOX
2016年1月23日、ダニー・ガルシアvsロバート・ゲレーロの試合でFOX初放送。土曜日のプライムタイムに放送されていた。FOXがボクシングをプライムタイムに放送するのは約20年ぶりだったが、ガルシアvsゲレーロの平均視聴者数は250万人だった（最高視聴者数は350万人）。ガス・ジョンソンが実況アナウンサー、レノックス・ルイスが解説者、トレーナーのジョー・グーセンがアナリスト、ヘイディー・アンドロルがレポーター、ブライアン・ケニー（チャンピオンシップ・ボクシング進行役も兼任）が司会者を担当していた。
2019年3月16日、エロール・スペンス・ジュニアvsミゲル・アンヘル・ガルシアの試合でペイ・パー・ビューに初進出した（PBCはこれまではビッグマッチでも地上波での放送にこだわりペイ・パー・ビューに否定的だった）。ペイ・パー・ビューの前座の試合は、FOXかFOX Sports 1、またはPBC on FOX公式YouTubeチャンネルで放送していた。ペイ・パー・ビューの販売価格は通常75ドル程度だったが、2022年1月1日に放送したルイス・オルティスvsチャールズ・マーティンをメインイベントにしたヘビー級5試合のペイ・パー・ビューでは40ドルの低価格で販売したが、カードの質が低かったため売り上げは低調に終わり、ペイ・パー・ビューの販売件数が2万5千件と歴代最低記録となった（その後、歴代最低記録は2022年11月26日のレジス・プログレイス対ホセ・セペダ戦で2万件に更新）。
2021年12月25日にニュージャージー州ニューアークのプルデンシャル・センターでPBC・クリスマス・ファイト・ナイトとして行われた、メインイベントに若手のヴィト・ミエルニキ・ジュニアvsニコラス・デロムバを据えて、FOXでメインカードを、FOX Sports 1で前座カードを放送した中継では、高視聴率番組であるNFLのクリーブランド・ブラウンズvsグリーンベイ・パッカーズ（平均視聴者数2858万8000人）の直後に放送されたことで、FOXで放送されたPBCの中継では最多となる平均視聴者数272万6000人（瞬間最高視聴者数590万4000人）が視聴し、2017年7月にESPNで放送されたトップランク社の興行であるマニー・パッキャオvsジェフ・ホーン（平均視聴者数281万2000人、瞬間最高視聴者数440万人）以来の高視聴者数を記録した。
2022年10月15日にニューヨークのバークレイズ・センターで行われたデオンテイ・ワイルダー 対 ロバート・ヘレニウス戦でのペイ・パー・ビューを最後に放送を終了した。

#### FOX Sports 1
2015年9月8日にオースティン・トラウトvsジョエル・エルナンデスの試合でFOX Sports 1初放送。これに伴い同局は2013年8月から続いていたゴールデンボーイ・プロモーションズの若手選手の登竜門的ボクシング中継番組「ゴールデンボーイ・ライブ」の放送を打ち切っている。レイ・フローレスが進行役とリングアナウンサーを兼任、ガス・ジョンソンが実況、ショーン・ポーターが解説者、ジョルダン・プラントがリポーターを担当していた。放送開始当時は「トォ・トウー・トォ・チューズデイズ」として若手選手が出場する小規模興行を毎週火曜日に放送していた。
2019年1月13日に行われたホセ・ウスカテギvsカレブ・プラントはFOX Sports 1で放送されたPBCの中継では最多となる平均視聴者数76万1000人が視聴した（瞬間最高視聴者数は98万6000人）。
2022年10月15日に上述のFOXが放送したデオンテイ・ワイルダー 対 ロバート・ヘレニウス戦のペイ・パー・ビューの前座として、ヴィト・ミエルニキ・ジュニア対リムバース・ポンセをメインとした3試合の中継を最後に放送を終了した。

#### Showtime
元々Showtimeはショウタイム・チャンピオンシップ・ボクシングでボクシングを中継していたが、2018年2月17日のダニー・ガルシアvsブランドン・リオス戦から本格的にプレミア・ボクシング・チャンピオンズのラインナップに加入した。ブライアン・ケニーが進行役、マウロ・ラナーロが実況、アル・バーンスタインが解説者、アブネル・マレス（不在の場合はラウル・マルケス）がアナリスト、ジム・グレイがリポーターを担当していた 。
2023年10月17日、Showtimeの親会社であるパラマウント・グローバルがShowtimeのスポーツ部門であるShowtimeスポーツの閉鎖を発表し、2023年内でShowtimeのボクシング中継が終了することになった。最終回は同年12月9日にMGMグランド・ガーデン・アリーナで行われるエリスランディ・ララ対ダニー・ガルシアとのペイ・パー・ビューでの中継が最後の予定となっていたが、12月16日にミネソタ州ミネアポリスのミネアポリス・アーモリーで行われるデビッド・モレル対セナ・アグべコに変更になった。
同年12月16日、ミネアポリス・アーモリーで行われたデビッド・モレル 対 セナ・アグベコ戦をもって放送を終了し37年の歴史に幕を下ろした。

## 日本人選手が放送された試合
| 日付           | 試合                                    | テレビ局     | 視聴者数  | 参考                                                                         |
| -------------- | --------------------------------------- | ------------ | --------- | ---------------------------------------------------------------------------- |
| 2017年3月14日  | ジャモンティ・クラーク vs. 高橋岳       | FOX Sports 1 |           | セルゲイ・デレフヤンチェンコvsカーメル・ラッセルの前座                       |
| 2015年10月12日 | 小原佳太 vs. ウォルター・カスティージョ | NBCSN        |           | ケビン・ビザーvsフレデリック・ロウゾンの前座                                 |
| 2015年10月12日 | 河野公平 vs. 亀田興毅                   | Spike        | 31万5千人 | アンドルー・フォンファラvsネイサン・クレバリーの前座 当時の亀田はJBC管轄外   |
| 2015年9月6日   | ジェームス・マクドネル vs. 亀田和毅     | CBS          |           | アンソニー・ディレルvsマルコ・アントニオ・ルビオの前座 当時の亀田はJBC管轄外 |
| 2015年5月9日   | ジェームス・マクドネル vs. 亀田和毅     | CBS          |           | オマール・フィゲロアvsリッキー・バーンズの前座 当時の亀田はJBC管轄外         |